# Varangerhalvøen
70°23′6″N 29°37′9″Ø / 70.38500°N 29.61917°Ø
Varangerhalvøen er en halvø i Troms og Finnmark fylke i den nordøstligste del af Norge. Den afgrænses af Tanafjorden i vest og Varangerfjorden i syd. Mod nord og øst ligger Barentshavet. En stor del af halvøen har tundraklima med højfjeldsvegetation. Det højeste punkt er Stangnestind på 724 moh. Vadsø, Vardø, Berlevåg og Båtsfjord er byer og bosættelser på Varangerhalvøen.
Halvøen ligger nord for isotermen for 10 graders gennemsnitstemperatur for juli, ofte benyttet for at afgrænse Arktis. Sparsom genvækst og få senere forstyrrelser indebærer, at kulturminder fra de tidligste tider - ildsteder, teltringe, fundamenter efter huse, jagtindretninger, grave og offerpladser - stadigvæk er synlige, og det tørre, arktiske klima har bevaret organisk materiale godt. Spor af beboelse, som teltringe, mødding og kulturlag viser en ubrudt bosætningslinje fra tidlig ældre stenalder til i dag. Omkring 300 fundamenter efter huse er registreret, fordelt på ulige niveauer over havet, de ældre over de yngre, samstemmende med landhævningen efter sidste istid.
Varangerhalvøya nationalpark dækker en stor del del af halvøen.
I 1831 beskrev geologen B.M. Keilhau halvøen sådan: "Høisletten, som har et traurig udseende af graa stenurer, enkelte brune strøg og derimellem snepletter, til den yderste kant, hvorfra der kun er en eneste, steil fjeldvæg lige ned til sjøen. Storheden, den forunderlige melankoli i denne scene er ikke mulig at skildre med ord. Denne hellige ensomhed, som i den nye verdensdel endu bor i urskovene, er hos os hentyet til det høie nordens fjeldstrækninger eller til disse fjerne strandbredder, som havet beskyller." Gletcheren fra istiden efterlod omkring 3.000 særegne ringmorener, som kun forekommer et fåtal andre steder i verden.

## Ceavccageadgi/Mortensnes
Hovedstedet kaldes på samisk Ceavccageadgi med betydning "Transtenen", på norsk Mortensnes, og ligger i Nesseby, hvor 1.100 dekar blev fredet som sammenhængende kulturmindeområde i 1988. Det samiske stednavn er også navn på en høj, opretstående bauta af sandsten, omgivet af 13 koncentriske cirkler. Der er også hellige bjerge, to offerringe af sten, samt en hellig sten, der ligner en bjørn. Området omfatter også en usædvanlig stor, førkristen gravplads med henved 400 identificerede grave. Grave og offerringe ligger i et terræn domineret af store vandreblokke, bjergfremspring og stenure. Gravpladsen blev benyttet i omkring 2.500 år, fra omkring 1000 f.Kr til omkring år 1500, en bemærkelsesværdig kontinuitet for en bestemt gravskik på et og samme sted. Fra samiske områder udenfor Varanger kendes denne gravskik først fra 1000-tallet e.Kr.
Allerede i 1840'erne studerede handelsmand Andreas Nordvi samiske urgrave i Nesseby, og i 1925 kom Anders Nummedal på sporet af Komsakulturen.
På en snæver strandterrasse 22-35 meter over dagens havniveau, ved en brat skrænt ned mod havet, ligger hele 89 fundamenter efter huse i to og tre rækker. Feltet blev registreret af fagfolk i 1935, og var da de første kendte husrester fra stenalderen i Nordskandinavien. Her er også tre gravhøje. To af dem er de ældst kendte i området. Af arkæologiske fund fremgår, at slibning af stenredskaber var almindeligt, og at skifer var et ofte anvendt materiale. Man lavede knive, fiskekroge, spyd- og pilespidser. Halvøen fremviser en ubrudt arktisk kulturarv gennem 12.000 år.

## Eksterne links
- Wikimedia Commons har flere filer relateret til Varangerhalvøen
- Varanger.com
- www.saivu.com Arkiveret 18. december 2014 hos  Wayback Machine